# Centrosema arenarium
Centrosema arenarium é uma espécie do gênero fabaceae, que foi descrita pela primeira vez por George Bentham. Centrosema arenarium pertence ao gênero Centrosema e à família fabaceae. A IUCN classifica a espécie como de menor preocupação. É encontrada no Brasil.